# Actinostachys plana
Actinostachys plana är en ormbunkeart som först beskrevs av Fourn., och fick sitt nu gällande namn av Reed. Actinostachys plana ingår i släktet Actinostachys och familjen Schizaeaceae. Inga underarter finns listade.